# Ein superheißes Ding
Ein superheißes Ding ist ein US-amerikanischer Exploitationfilm aus dem Jahr 1974. Die Hauptrolle in der Low-Budget-Produktion spielte Chesty Morgan.

## Handlung
Die Geheimagentin Jane Genet wird beauftragt, die Hintermänner eines Drogenkartells, das minderwertiges Heroin in den Umlauf bringt, zu liquidieren und das Oberhaupt Toplar zu finden und zu fotografieren, der zwar unbekannt ist, aber laut Zeugen über eine markante Gesichtsnarbe verfügen soll. Sie soll nicht nur den Boss fotografieren, sondern zugleich auch als Arbeitsnachweis ihre Opfer und auch belastende Dokumente. Dafür wird ihr in ihre linke Brust eine Minikamera implantiert. Jedes Mal, wenn sie ein Foto machen will, muss sie ihr Oberteil hochziehen und die Brust anheben. In der Kamera ist zudem eine Bombe mit Zeitzünder installiert, die Jane dazu zwingt, mit ihrem Auftrag zu einem bestimmten Zeitpunkt fertig sein zu müssen.
Jane sucht das Appartement des Helfers Chiaro auf und fotografiert dort Dokumente. Sie wird von Chiaro jedoch geschnappt. Sie schlägt ihn mit ihren Brüsten nieder und flüchtet. Chiaro verfolgt sie und holt sie ein. Er will die Agentin erschießen, doch sie kann ihn mit einem explosiven Lippenstift töten. Toplar wird auf Jane aufmerksam und schickt seinen Killer Dimitri los, der aber versehentlich eine Freundin von Jane tötet. Jane lernt den Agentenkollegen Tim kennen, der ihr helfen soll. Jane fährt nach Hause und kann Dimitri, der einen weiteren Mordversuch unternimmt, töten.
Tim und Jane treffen sich und verlieben sich ineinander. Jane macht mit ihrer Mission weiter, da sie in Zeitdruck gerät. Sie wird jedoch von Toplars Helfer Igor gefangen und gefoltert. Jedoch soll Igor Jane auf einen Anruf von Toplar hin wieder freilassen. Der überraschte Igor wird ebenso wie seine Helferin von Jane, die sich mittlerweile selber befreien konnte, getötet.
Kurz bevor die Bombe in ihrer Brust explodiert, kehrt Jane in ihr Büro zurück. Sie wird in ein Krankenhaus gebracht, die Kamera und die Bombe werden entfernt. Jane und ihr Vorgesetzter schauen sich die entwickelten Fotos an. Ihr Vorgesetzter ist überrascht, in Tim, den Jane versehentlich fotografiert hat, den Kartellboss Toplar zu identifizieren. Tim hat eine auffällige Narbe im Gesicht. Jane sucht Tim auf, der ihr auf ihr Drängen hin seine Taten gesteht. Er will jedoch alles fallenlassen und Jane heiraten. Die antwortet, indem sie ihn erschießt.

## Kritiken
Das Lexikon des internationalen Films bezeichnete den Film als "Killerstory von ermüdender Einfallslosigkeit und voller Sympathie für Gewalt."
Charles Tatum vom Portal "eFilmCritic" schrieb, Doris Wishman sei eine Kultregisseurin, allerdings könne man sich nach diesem Film nur schwerlich vorstellen, warum. Sogar für Fans schlechter Filme sei dies ein schlechter Film. Der Autor könne ihn nicht empfehlen.
Der TV Guide befand, der Film sei perfekt für eine Schlechte-Filme-Party, weil es kaum eine Minute ohne groben Schnitzer gebe.

## Hintergrund
In Deutschland erschien der Film am 23. Mai 1975.
Doris Wishman inszenierte den Film als Fortsetzung zu dem 1970 entstandenen Exploitationfilm Teuflische Brüste (Deadly Weapons), wiederum mit Chesty Morgan in der Hauptrolle.